# Iglesia grande de Andacollo
La Iglesia grande de Andacollo también conocida como la Basílica menor de Andacollo es un templo católico ubicado en la comunidad de Andacollo, provincia de Elqui, en la región de Coquimbo en Chile.

## Historia

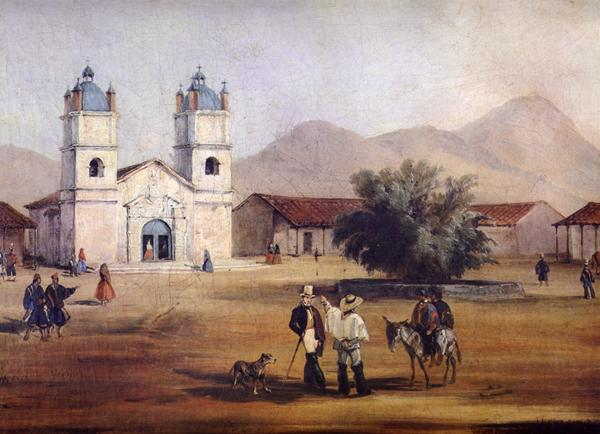
Iglesia de Andacollo (1835), obra de Mauricio Rugendas.

### Antecedentes
Andacollo presenta evidencias de diferentes periodos, desde el Arcaico hasta el Agroalfarero. Según investigaciones arqueológicas realizadas la ocupación humana en Andacollo se data desde hace varios milenios, probablemente unos 10.000 años atrás, se han encontrado evidencias ancestrales que se inician con los cazadores recolectores trashumantes desde 8.000 AC. En la zona se encuentran vestigios rupestres, tanto en pictografía como petroglifos, trozos de cerámicos, artefactos líticos, que señalan la interacción o transición arcaica (cazadores) con la cultura  Molle, indígenas que habitaban entre el Río Copiapó hasta el Río Choapa. Estos vestigios indican que Andacollo fue un punto clave para el intercambio de especies con los indígenas que habitaban en el Valle de Elqui y la Costa. Las tierras eran aptas para el cultivo del maíz, el poroto y el zapallo, además de la crianza de ganado entre ellos llamas, alpacas y vicuñas.

### Período Colonial (1610-1800)
Con la llegada de los españoles al norte de Chile, Los lavaderos de minerales tales como: oro, plata  y cobre, mineral preciado fueron un motivo para su asentamiento en esta zona .Los españoles difundieron el culto a la Virgen del Rosario. En el año 1660 se construyó una Iglesia Parroquial para mantener la imagen y realizar la celebración, dentro de ella. Posee valiosas terminaciones interiores de aquella época y un gran número de piezas de arte, como la Virgen María del Rosario de Andacollo. Con los años ese espacio se hizo pequeño para recibir a tantas personas que llegaban a participar de las festividades, bailando, cantando y llevando ofrendas para la Virgen.

### sigloXIX

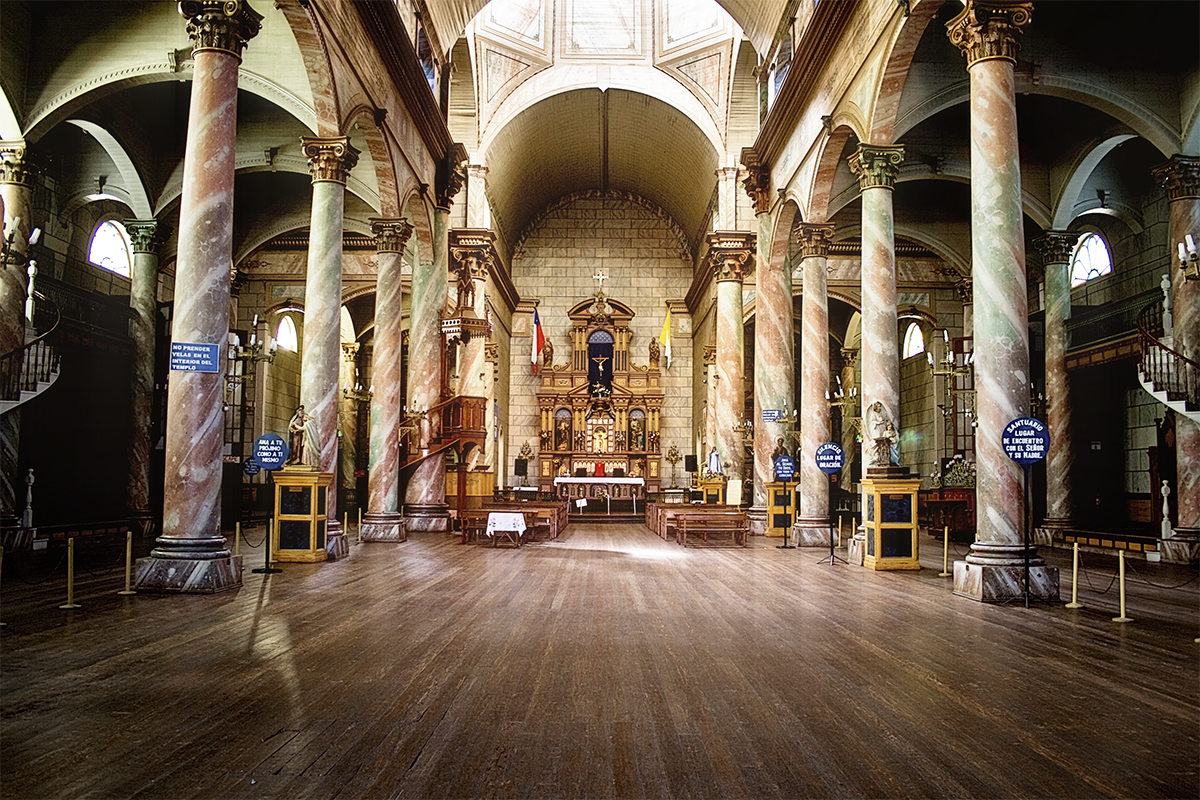
Interior de la Iglesia Grande de Andacollo

Fue por el crecimiento exponencial de fieles a la Virgen María del Rosario de Andacollo que se construyó un nuevo templo, mucho más amplio y el anterior pasó a ser llamado Templo Antiguo. La nueva iglesia, más conocida hoy como Iglesia Grande, diseñada por el arquitecto italiano Eusebio Chelli con un estilo Bizantino, comenzó a levantarse en 1873 y demoró 20 años en ser terminada. Sobresalen de su arquitectura sus altas torres, de 53 metros. Su mayor estructura es de madera de pino oregón traída desde California, los adobes están cubiertos por el exterior por láminas de fierro galvanizadas y por el interior con cañas de Guayaquil. Posee 36 columnas, 5 puertas, 5 naves. Los cimientos sobre los cuales se posa esta obra es de 6 metros de piedras y cemento. Las medidas son: 30 metros de ancho y 70 de largo; la altura es de 45 metros en la cúpula, 40 metros en la parte media y 50 metros en las torres. Además cuenta con grandes vitrales y una cúpula, que permiten la entrada de luz. Cuenta además con una explanada en su exterior, lo que hace posible recibir a más de 10 mil visitantes durante la fiesta de la Virgen.  

### sigloXX
Las Iglesia Parroquial y la Iglesia Grande de Andacollo fueron declaradas Monumento Histórico bajo el Decreto núm. 72 , el 12 de enero de 1981

## Virgen del Rosario de Andacollo

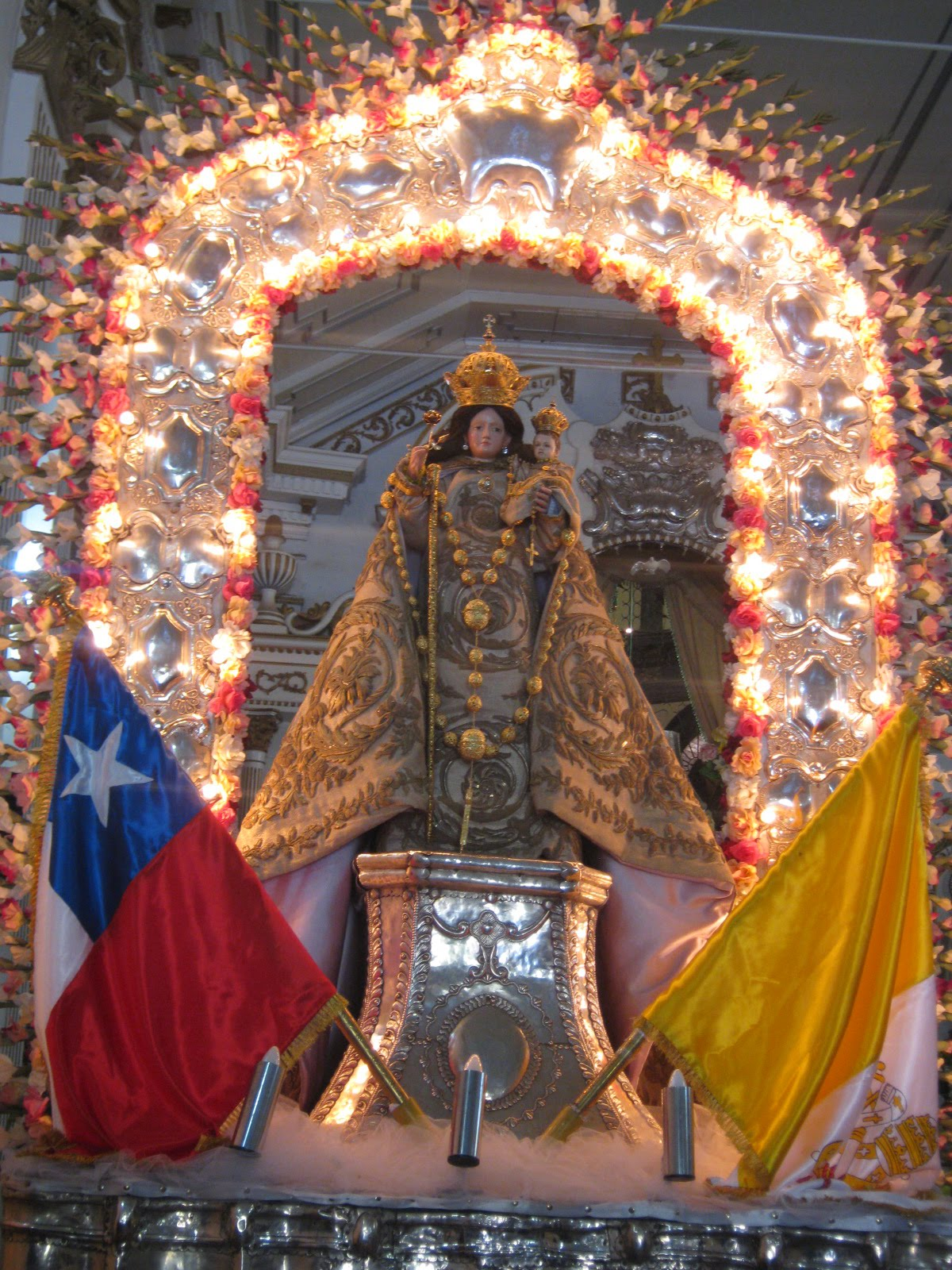
Virgen del Rosario de Andacollo

El culto a la Virgen de Andacollo, se remonta a la época de la conquista en Chile. La historia cuenta que la reproducción perteneció a los españoles, que llegaron al mando de Juan Bohón, fundaron la ciudad de La Serena en 1544. Luego de cinco años establecidos en La Serena , los españoles fueron atacados por indígenas de Copiapó. Quienes sobrevivieron, huyeron a los cerros de Andacollo, donde escondieron la imagen de la Virgen del Rosario. Permaneció oculta hasta que a fines del siglo XVI fue hallada por un indígena de la comunidad de Andacollo. No hay certeza sobre el nombre o la procedencia del indígena. Paulatinamente, el culto se fue extendiendo al resto del poblado produciendo un proceso de transculturación (Sincretismo cultural) , hasta que cerca del año 1580 las autoridades eclesiásticas decide levantar una capilla a cargo del padre Juan Gaitán de Mendoza. Aproximadamente cinco años después, los fieles comenzaron a manifestarse a través de bailes como forma de adoración a la Virgen de Andacollo. En el año 1644 se oficializó el culto, otorgando a la capilla el nombre de Nuestra Señora del Rosario.
Lamentablemente, no hay conocimiento sobre la desaparición de la imagen original de la Virgen. Debido a esta ausencia, en el año 1672 la capilla cambió de nombre por “Arcángel San Miguel”. Sin embargo esto no duró mucho tiempo, ya que el párroco Bernardino Álvarez de Tobar, devoto de la Virgen y conocedor de la tradición de culto a María en Andacollo, se negó a dejar que desapareciera este fervor. Es así como convocó a la comunidad de Andacollo a una reunión donde les propuso comprar una nueva imagen de la Virgen en Lima, Perú. Los habitantes estuvieron de acuerdo. Finalmente, la nueva figura de la Virgen llegó a principios del año 1676. Es debido a esta procedencia, que los bailes de la Virgen de Andacollo siempre han sentido tener derecho de pertenencia sobre la imagen.
Por otra parte, la Virgen traída desde Lima, es la misma imagen que hasta el día de hoy se mantiene en la Iglesia Nuestra Señora del Rosario de Andacollo y la única a la que se le han atribuido y atestiguado milagros

## Festividades

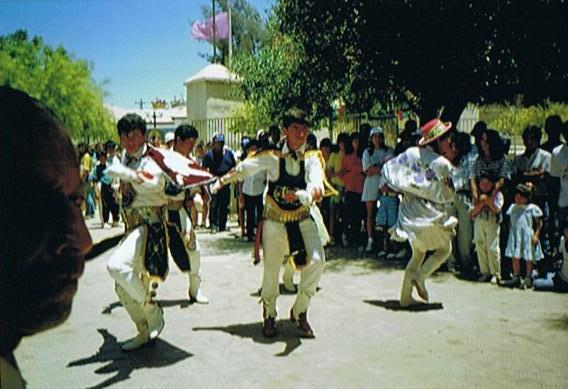
Bailes en la fiesta religiosa de la Virgen del Rosario en Andacollo.

Con la llegada de la nueva imagen de la virgen, se debió tramitar el cambio de nombre de la capilla, para volver a ser llamada Nuestra Señora del Rosario, lo cual demoró prácticamente todo el año 1676. Finalmente se estableció el primer domingo de octubre como fecha para inaugurar y celebrar la  imagen de la Virgen de Andacollo
Es por esta razón que hasta la actualidad se mantiene el primer domingo de octubre la celebración llamada “Fiesta Chica” de la Virgen, que constituye una preparación para la “Fiesta Grande” realizada durante el 24, 25 y 26 de diciembre. El día más importante de la “Fiesta Grande” es el último, pues se conmemora que el 26 de diciembre de 1901 el Vaticano y las autoridades eclesiásticas de Chile,  hicieron un reconocimiento a la Virgen de Andacollo por la significativa devoción de sus creyentes y por los milagros que hasta ese entonces había realizado. Este reconocimiento se manifestó con la coronación de la imagen de la Virgen de Andacollo, con una corona de oro. Por lo tanto, esta fiesta religiosa se desarrolla en dos momentos, los cuales representan fechas relevantes en la historia de la celebración.
Por otra parte, los bailes tradicionales también ocupan un lugar protagónico en la festividad de la Virgen de Andacollo, específicamente los bailes de Chinos, Turbantes y Danzantes. De éstos, los Bailes Chinos son los más antiguos, se estima que surgieron como forma de adoración a la primera imagen de la Virgen, entre 1585 y 1590.

## Horarios
- Misas:

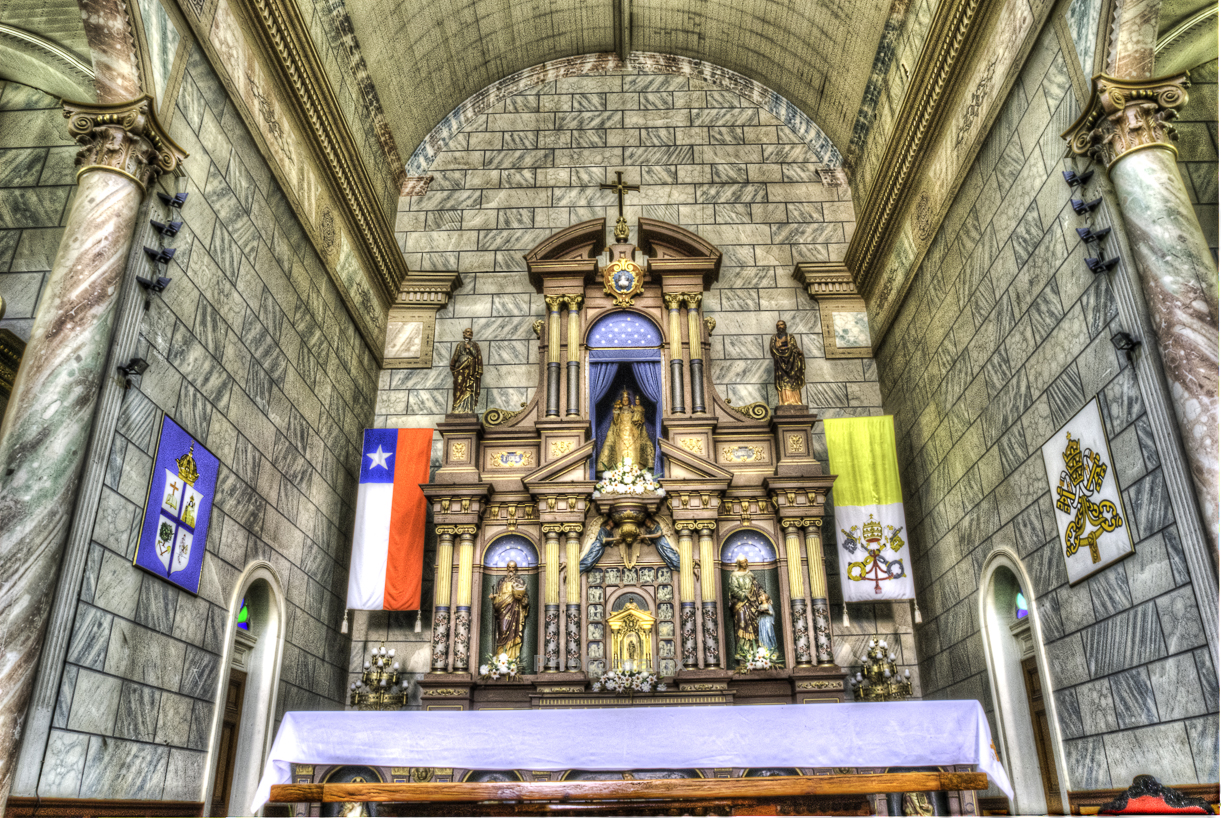
Iglesia grande de Andacollo

  - Lunes a sábado: 11:30 a. m. – “Misa de los Peregrinos” y 7:00 p. m. (desde 18 de marzo, horario de invierno); 8:00 p. m. (horario de verano).
  - Domingos: 11:00 a. m., 12:30 p. m. y 7:00 p. m. (desde 18 de marzo, horario de invierno); 8:00 p. m. (horario de verano)
- Museo del Santuario:
  - Lunes a sábado: 10:00 a. m. – 1:00 p. m. y 3:00 p. m. – 6:00 p. m.
  - Domingos: 10:00 a. m. – 6:00 p. m.